# 後空翻少年！！
《後空翻少年！！》是日本原創電視動畫，由ZEXCS製作，於2021年4月8日至6月24日播映。劇場版於2022年7月2日上映。
在2021年，也就是東日本大震災10年之後，富士電視台Aniplex與AEON ENTERTAINMENT株式會社合作，進行「 2011＋10…」企劃，宣布製作以震災受影響的岩手縣、宮城縣、福島縣三個縣市為背景的動畫作品。本作為賑災企劃的其中一環，以宮城縣岩沼市為主要背景，描繪了高中男子韻律體操社的青春故事。2021年6月25日動畫播畢當日於官方推特帳號宣布接下來將有發行電影化作品計畫。

## 登場人物

### 主要人物

#### 私立蒼秀館高中
雙葉翔太郎（聲：土屋神葉（日本）；黃積權（香港））
本作主角。私立蒼秀館高中一年級時加入男子韻律體操社。出生於宮城縣。中學三年級的夏天，碰巧看到蒼高的表演，馬上被韻律體操深深吸引。加入社團後，雖然還是新手，卻以純樸的性格迅速成長。擁有游泳、足球、棒球等多項運動經驗，因此有一些運動基礎知識，如肌肉力量和核心。
美里良夜（聲：石川界人（日本）；鍾見麟（香港））
私立蒼秀館高中一年級。和翔太郎一樣，也是男子韻律體操社的新成員。出生於宮城縣。小時候看到志田後空翻的影片，便開始學習韻律體操，也因此決定去蒼高就讀。中學時，曾在青少年錦標賽中獲得亞軍，有望成為蒼高的王牌。性格冷靜，保持理性的態度，感覺與他人有些距離。沒有住在宿舍，每天通勤，但在縣大賽後決定搬進宿舍。廚藝高超，讓亘理感到無地自容。
七之濱政宗（聲：小野大輔（日本）；黃啟昌（香港））
私立蒼秀館高中高中三年級。擔任男子韻律體操社的社長。出生於宮城縣。家裡是歷史悠久的笹魚板店。與築館和女川是兒時的朋友。中學偶然在公園裡看到志田的後空翻而被吸引住，並邀請了築館和女川開始學習韻律體操。擅長徒手動作的表現。
築館敬助（聲：近藤隆（日本）；陳卓智（香港））
私立蒼秀館高中三年級。男子韻律體操社的副社長。出生於宮城縣。老家為神社。是個有頭腦、溫柔隨和的人。身為選手也是為數不多的全能型選手。興趣為種植青苔盆栽。
女川仲良（聲：下野紘（日本）；陳灝瑋（香港））
私立蒼秀館高中三年級。家中經營魚舖。出生於宮城縣。個性隨和，是社中的開心果，總是能炒熱氣氛。筋骨非常柔軟，翻滾被美里和志田認可。與七之濱和築館成立了男子韻律體操社，但他認為自己沒付出什麼，因此目標成為王牌。然而，當美里入社後認清無法自己超越他，總是開玩笑稱呼美里為ＸＸ王牌。在縣大賽自己失誤後非常自責，謊稱自己受傷，暫停練習。最後，被美里的話和牛舌女孩努力的樣子鼓勵，回到了隊上練習。最喜歡可愛的女孩，也是牛舌女孩的忠實粉絲。有著憑藉突如其來的想法而替他人取奇怪綽號的習慣。
亘理光太郎（聲：神谷浩史（日本）；胡家豪（香港））
私立蒼秀館高中二年級。出生於宮城縣。家中經營拉麵店，因此烹飪技術很好。因為銳利的眼神和戴著耳環的外表，經常嚇到陌生人，實際上個性很好，對於學弟也十分照顧。擅長倒立和其他靜止動作。高中一年級時，在社團體驗活動中見到七之濱的後空翻後深受感動，因而開始學習韻律體操。在宿舍房間，有很多日本黑道電影相關的東西。

#### 私立白鳴大學附屬高中
月雪真白（聲：村瀨步（日本）；李凱傑（香港））
高中一年級生。男子韻律體操社的新社員。父親是一名攝影師，曾輾轉流連日本各地，最終於中學時定居於宮城縣。曾獲得青少年錦標賽的冠軍，是有實力的選手。和翔太郎有同樣的運動經驗，但因為能輕鬆應付而覺得無聊。在中學時遇見了美里，並開始學習韻律體操。
高瀨亨（聲：小西克幸（日本）；蘇強文（香港））
高中三年級生。出生於青森縣。男子韻律體操社的社長。第一次見到政宗時，聽到他說：「哪裡的蘋果不都一樣」，為此之後每次見面都在鬥嘴。被政宗稱為大猩猩。因為身材高大讓人有股壓迫感，但其實個性十分纖細。父親是一名鮪魚漁民，一方面外祖父是代代相傳的蘋果農家，因為家業置身在父親與外祖父之間，處境尷尬。
陸奧洋二郎（聲：鈴村健一（日本）；關令翹（香港））
高中三年級生。出生於東京都。男子韻律體操社的副社長。幼年時，搬到母親娘家的青森縣，那時便是亨的玩伴。看起來彬彬有禮，但生起氣來有點可怕。
大湊秀夫（聲：杉田智和（日本）；李鎮然（香港））
高中二年級生。出生於青森縣。男子韻律體操社的社員。父親經營國術館，經常協助白鳴高中隊友整復推拿。性格非常纖細，如果有事情不按照規矩來，會感到十分不自在。是青森睡魔DREAM的粉絲。對於偶像有著和女川不同的看法。
龍之森恭一（聲：齊藤壯馬（日本）；曹啟謙（香港））
高中二年級生。出生於長野縣。男子韻律體操社的社員。是經營了300年的老字號旅館的兒子，自幼精通插花、茶道、書法。中學時代學的是競技體操，擅長將得天獨厚的柔軟性也同步應用於韻律體操的表演當中。經由挖角而進入白鳴高中。意外地，高中一年級時還不是正式代表隊員。
吾妻俊介（聲：山下大輝（日本）；李致林（香港））
高中一年級生。出生於千葉縣。男子韻律體操社的新社員。家中經營衝浪用品店，夏天則也是一家海濱茶館。雖然小時候就會游泳和衝浪，但當初中看到電視和電影中出現的雜技動作時，便被韻律體操吸引。

### 私立蒼秀館高中
志田周作（聲：櫻井孝宏（日本）；梁偉德（香港））
私立蒼秀館高中男子韻律體操社的教練。出生於神奈川縣。臉上總是掛著笑容，個性沉穩，希望學生們能夠打從心底享受韻律體操這項運動。奠定白鳴大學韻律體操社基礎的傳奇成員之一，是馬淵修司的學弟。當時的性格與現在完全不同，曾說水準比自己低的人不能進入他的視野。隱瞞自己的腳傷參加比賽，卻讓腳傷更加惡化。之後在他心情低潮時，遇見了妻子，性格開始變得溫柔。後來決定成為教練，在蒼高努力創設並帶領男子韻律體操社。由於沒有社員看過他的妻子，所以每當他談論妻子，大家都抱持懷疑的態度。和亞紗乎是姻親關係。
栗駒亞紗乎（聲：佐倉綾音（日本）；黃昕瑜（香港））
私立蒼秀館高中男子韻律體操社的經理。出生於宮城縣。具有出色的觀察能力，掌握所有社員的優缺點。此外，她透過3D模型製作模擬表演的影片，以及設計表演服為社團做出貢獻，因此獲得了社員的極大信任。和志田是姻親關係。

### 私立白鳴大學附屬高中
馬淵修司（聲：松田健一郎（日本）；翟耀輝（香港））
私立白鳴大學附屬高中韻律體操社的教練。出生於青森縣。用熱情和嚴格的指導培訓社員。是周作的舊識。

### 雙葉家
雙葉義隆（聲：高橋伸也（日本）；潘文柏（香港））
翔太郎的父親，個性開明，希望讓兒子做自己想做的事而答應他前往私立蒼秀館高中就讀。
雙葉美森（聲：熊谷海麗（日本）；林元春（香港））
翔太郎的母親。
雙葉亞由美（聲：上田麗奈（日本）；成瑤孆（香港））
初中二年級。出生於宮城縣，翔太郎的妹妹，喜歡媽媽做的餃子，和翔太郎關係很好。

### 其他
廣瀨咲子（聲：齋藤千和（日本）；曾秀清（香港））
良夜的阿姨，在良夜父母雙亡時負起照顧他的責任，因為不擅長家務事外加個性大而化之，是良夜前期必須通勤上學的主因。
白石文彥（聲：財滿健太（日本））
文彌（聲：咲野俊介（日本））
志田れい（聲：七緒春日（日本）；魏惠娥（香港））
周作的妻子。
小松萌（聲：元吉有希子（日本））

## 主題曲
片頭曲
作詞、作曲：溫詞，編曲：深澤惠梨香、温詞，演唱：
片尾曲（全因有你）
作詞、作曲：橋口洋平、編曲：深澤惠梨香、村中慧慈，演唱：wacci

## 各集列表
| 集數 | 日文標題 | 中文標題     | 分鏡               | 演出                 | 作畫監督                               | 總作畫監督 | 首播日期 （2021年） |
| ---- | -------- | ------------ | ------------------ | -------------------- | -------------------------------------- | ---------- | ------------------- |
| 1    |          | 想要後空翻！ | 黑柳利充           | 黑柳利充             | 柴田由香                               | -          | 4月8日              |
| 2    |          | 想要一起跳！ | 長屋誠志郎         | 長屋誠志郎           | 中西彩、松本翔吾                       | 中西彩     | 4月15日             |
| 3    |          | 想要合宿！   | 藤原佳幸           | 藤原佳幸             | 武藤幹、小園菜穗                       | 柴田由香   | 4月22日             |
| 4    |          | 是對手！     | 佐佐木美和         | 佐佐木美和           | 木下由衣、千葉充                       | 千葉充     | 4月29日             |
| 5    |          | 想要隱藏！   | 長屋誠志郎         | 境隼人               | 日下部智津子                           | 柴田由香   | 5月6日              |
| 6    |          | 玩的開心！   | 藤原佳幸、黑柳利充 | 遠藤徹哉、長屋誠志郎 | 渚美帆、前原薰、伊藤優希               | 柴田由香   | 5月13日             |
| 7    |          | 約定好了！   | 益山亮司           | 益山亮司             | 伊藤憲子、廣澤治嘉、本多惠美           | 伊藤憲子   | 5月20日             |
| 8    |          | 請多關照！   | 滿仲勤             | 仁科國安             | 樋口香里、成川多加志、安田京弘         | 中西彩     | 5月27日             |
| 9    |          | 來撒嬌吧！   | 藤原佳幸           | 藤原佳幸             | 小園菜穗、藤原奈津子                   | 中西彩     | 6月3日              |
| 10   |          | 無法忍受！   | 笹木信作           | 佐佐木美和           | 木下由衣、千葉充                       | 千葉充     | 6月10日             |
| 11   |          | 盡力而為吧！ | 長屋誠志郎         | 長屋誠志郎           | 松林志穗美、日下部智津子               | 柴田由香   | 6月17日             |
| 12   |          | 明天！       | 黑柳利充           | 仁科國安、黑柳利充   | 鶴田眸、島澤ノリコ、杉本里奈、伊藤憲子 | 中西彩     | 6月24日             |

## 播放平台
| 播放地區 | 播放電視台 | 播放日期              | 播放時間（UTC+8）       | 備註                           |
| -------- | ---------- | --------------------- | ----------------------- | ------------------------------ |
| 香港     | 翡翠台     | 2024年6月6日－7月12日 | 星期四、五 17:20－17:50 | 地面電視 有字幕 不提供節目重溫 |

## 外部連結
- 電視動畫官方網站（日語）
- 動畫電影官方網站（日語）
- 電視動畫官方的X（前Twitter）（日語）